# Нойштадт (Фогтланд)
Нойштадт (нім. Neustadt) — громада в Німеччині, розташована в землі Саксонія. Входить до складу району Фогтланд. Складова частина об'єднання громад Фалькенштайн.
Площа — 12,98 км2. Населення становить 979 ос. (станом на 31 грудня 2020).